# Gymnobela
Gymnobela is een geslacht van weekdieren uit de klasse van de Gastropoda (slakken).

## Soorten
- Gymnobela abyssorum (Locard, 1897)
- Gymnobela adenica Sysoev, 1996
- Gymnobela africana Sysoev, 1996
- Gymnobela agassizii (Verrill & S. Smith [in Verrill], 1880)
- Gymnobela altispira Sysoev & Ivanov, 1985
- Gymnobela angulosa Sysoev, 1988
- Gymnobela aquilarum (Watson, 1882)
- Gymnobela atypha (Bush, 1893)
- Gymnobela augusta Thiele, 1925
- Gymnobela bairdii (Verrill & S. Smith [in Verrill], 1884)
- Gymnobela baruna Sysoev, 1997
- Gymnobela blakeana (Dall, 1881)
- Gymnobela brachis (Dall, 1919)
- Gymnobela brachypleura Sysoev, 1990
- Gymnobela brunnistriata Sysoev, 1990
- Gymnobela camerunensis Thiele, 1925
- Gymnobela carinaria (Powell, 1935) †
- Gymnobela ceramensis (Schepman, 1913)
- Gymnobela chistikovi Sysoev & Ivanov, 1985
- Gymnobela chrysopelex (Barnard, 1963)
- Gymnobela chyta (Watson, 1881)
- Gymnobela clara Thiele, 1925
- Gymnobela crassilirata Sysoev, 1990
- Gymnobela dagama (Barnard, 1963)
- Gymnobela daphnelloides (Dall, 1895)
- Gymnobela dautzenbergi (Knudsen, 1952)
- Gymnobela dubia (Schepman, 1913)
- Gymnobela edgariana (Dall, 1889)
- Gymnobela emertoni (Verrill & S. Smith [in Verrill], 1884)
- Gymnobela engonia Verrill, 1884
- Gymnobela eridmata Sysoev & Bouchet, 2001
- Gymnobela erronea Thiele, 1925
- Gymnobela eugenia Sysoev & Ivanov, 1985
- Gymnobela felderi Garcia, 2005
- Gymnobela filifera (Dall, 1881)
- Gymnobela fredericqae Garcia, 2005
- Gymnobela frielei (Verrill, 1885)
- Gymnobela fulvotincta (Dautzenberg & Fischer, 1896)
- Gymnobela glaucocreas (Barnard, 1963)
- Gymnobela gracilis Sysoev, 1990
- Gymnobela granulisculpturata Sysoev, 1990
- Gymnobela guineensis Thiele, 1925
- Gymnobela gypsata (Watson, 1881)
- Gymnobela homoeotata (Watson, 1886)
- Gymnobela illicita Dall, 1927
- Gymnobela ioessa Sysoev, 1997
- Gymnobela isogonia (Dall, 1908)
- Gymnobela lamyi (Dautzenberg, 1925)
- Gymnobela lanceata Dall, 1927
- Gymnobela laticaudata Sysoev, 1990
- Gymnobela latistriata Kantor & Sysoev, 1986
- Gymnobela leptoglypta (Dautzenberg & Fischer, 1896)
- Gymnobela lineola (Dall, 1927)
- Gymnobela micraulax Sysoev, 1997
- Gymnobela midpacifica Stahlschmidt & Chino, 2012
- Gymnobela mitrodeta Sysoev, 1997
- Gymnobela muricata Sysoev, 1997
- Gymnobela nivea Sysoev, 1990
- Gymnobela oculifera Kantor & Sysoev, 1986
- Gymnobela petiti Garcia, 2005
- Gymnobela phyxanor (Watson, 1886)
- Gymnobela procera Sysoev & Bouchet, 2001
- Gymnobela pulchra (Schepman, 1913)
- Gymnobela pusula (Laws, 1947) †
- Gymnobela pyrrhogramma (Dautzenberg & Fischer, 1896)
- Gymnobela rotundata Sysoev, 1990
- Gymnobela sibogae (Schepman, 1913)
- Gymnobela subaraneosa (Dautzenberg & Fischer, 1896)
- Gymnobela turrispira Sysoev, 1990
- Gymnobela verecunda (Barnard, 1963)
- Gymnobela vicella (Dall, 1908)
- Gymnobela virgulata Sysoev & Bouchet, 2001
- Gymnobela xaioca Figueira & Absalão, 2012
- Gymnobela xylona (Dall, 1908)
- Gymnobela yoshidai (Kuroda & Habe, 1961)